# Göteborgs Kungliga Segelsällskap

Wimpel von Göteborgs königlichem Yachtclub

Göteborgs Kungliga Segelsällskap (GKSS) (Schwedisch, deutsch Göteborgs königlicher Yachtclub) ist ein Yachtclub in der schwedischen Stadt Göteborg mit Liegeplätzen in Långedrag, Marstrand und auf Aeolusön im Göteborger Schärengarten. Der Yachtclub wurde 1860 gegründet und ist mit rund 2700 Mitgliedern einer der größten Sportvereine des Landes.
Die größte vom GKSS ausgetragene Veranstaltung ist der Match Cup Sweden, früher auch Swedish Match Cup.

## Sportliche Erfolge an Olympischen Spielen
Olympische Sommerspiele 1956 in Melbourne
- Folke Bohlin, Bengt Palmquist & Leif Wikström, im Drachen: Gold

Olympische Sommerspiele 1996 in Atlanta
- Bobbie Lohse & Hans Wallén, im Starboot: Silber

Olympische Sommerspiele 2004 in Athen
- Vendela Zackridsson & Therese Torgersson, 470er Jolle: Bronze

Olympische Sommerspiele 2008 in Peking
- Daniel Birgmark, in der Finnjolle: 4. Platz
- Rasmus Myrgren, im Laser: 6. Platz

Olympische Sommerspiele 2012 in London
- Rasmus Myrgren, im Laser: Bronze